# Саргая (Красноуфімський міський округ)
Саргая́ (рос. Саргая) — селище у складі Красноуфімського міського округу (Натальїнськ) Свердловської області.
Населення — 354 особи (2010, 461 у 2002).
Національний склад станом на 2002 рік: росіяни — 87 %.